# Павел (Папалексиу)
Митрополи́т Па́вел (греч. Μητροπολίτης Παύλος, в миру Панайо́тис Папалекси́у, Παναγιώτης Παπαλεξίου; род. 27 мая 1942, Родья) — епископ Элладской православной церкви (формально также Константинопольской православной церкви), митрополит Сервийский и Козанский (с 2004).

## Биография
Родился 27 мая 1942 года в Родье, в Эйялия, на севере Пелопоннеса, в Греции.
Окончил юридический факультет и богословский институт Афинского университета.
24 октября 1971 года был рукоположен в сан диакона, а 13 мая 1973 года — в сан пресвитера. В качестве эконома проходил послушание в Успенском монастыре в Пендели и настоятелем храма Введения во храм Пресвятой Богородицы (Ιερού Ναού Εισοδίων της Θεοτόκου) в Неа-Филотеи.
В 1979 году стал проповедником, а позднее протосинкеллом Калавритской и Эгиалийской митрополии.
С 1990 года был проповедником в Афинской архиепископии, а с 1991 года служил в греческом храме в Астории, в Нью-Йорке.
26 апреля 2004 года решением Священного синода иерархии Элладской православной церкви был избран для рукоположения в сан митрополита Сервийского и Козанского. 29 апреля 2004 года над ним была совершена архиерейская хиротония.